# Piper subsilvestre
Piper subsilvestre är en pepparväxtart som beskrevs av C. Dc.. Piper subsilvestre ingår i släktet Piper och familjen pepparväxter. Inga underarter finns listade i Catalogue of Life.